# Universitatea Catolică Pázmány Péter
Universitatea Catolică Pázmány Péter (în maghiară Pázmány Péter Katolikus Egyetem, acronim PPKE) este o universitate din Budapesta. Universitatea de stat din Budapesta a purtat de asemenea numele Péter Pázmány, în memoria arhiepiscopului fondator al instituției. În anul 1950 autoritățile comuniste ungare au redenumit universitatea de stat în Universitatea „Eötvös Loránd” (ELTE). Cu acea ocazie Facultatea de Teologie a fost scoasă din cadrul universității de stat și denumită în continuare „Institutul Teologic Pázmány Péter”.
Universitatea Catolică Pázmány Péter a fost înființată în anul 1992 și recunoscută de Sfântul Scaun în 1999.